# Basket League 2019-2020
La Basket League 2019-2020 è stata l'80ª edizione del massimo campionato greco di pallacanestro maschile. La stagione viene interrotta prima del termine a marzo 2020 a causa della pandemia di COVID-19. Il 21 maggio 2020, dopo una riunione tra le 14 squadre, il Panathīnaïkos è stato incoronato campione di Grecia. Inoltre non ci sono state retrocessioni.

## Cambiamento di format
Il 15 maggio 2019, la Greek Basket League annunciò un piano di espansione del campionato da 14 squadre a 16 e per questo fu deciso di eliminare le retrocessioni programmate per la stagione 2018–19. In questo modo sono previste solo due promozioni dalla A2 Basket League 2018-2019. Tuttavia l'Olympiakos fu retrocesso d'ufficio più tardi il 22 maggio 2019, a cui seguì un'assemblea straordinaria del board del campionato greco di pallacanestro.
L'Olympiakos venne retrocesso perché si rifiutò di giocare la serie dei playoff contro il Panathīnaïkos. Questa fu la terza rinuncia a disputare una partita da parte del club che, come da regole del campionato, portò all'automatico declassamento. Inoltre la lega cancellò il suo piano di espansione e reintrodusse le retrocessioni.

## Squadre
Inizialmente Olympiakos, Lavrio e Kolossos Rodi dovevano essere retrocesse in A2 Ethniki, tuttavia a causa di problemi economici furono costretti ad abbandonare il campionato anche il Kymi e l'Holargos. In questo modo venne proposta una fusione tra Kymi e Lavrio per permettere a quest'ultimo di mantenere la categoria, mentre l'Holargos decise di vendere il proprio titolo sportivo al Kolossos Rodi.
In più oltre allo Iōnikos Nikaias e all'Īraklīs Salonicco venne ammesso in Basket League anche il Larisa per riportare il numero di squadre a 14.

## Regular season
|     | Squadra           | G  | V  | P  | PF   | PS   | Diff. | Pt. |
| --- | ----------------- | -- | -- | -- | ---- | ---- | ----- | --- |
| 1.  | Panathīnaïkos     | 20 | 18 | 2  | 2075 | 1537 | +538  | 38  |
| 2.  | AEK Atene         | 20 | 16 | 4  | 1653 | 1493 | +160  | 36  |
| 3.  | Peristeri         | 20 | 13 | 7  | 1559 | 1434 | +125  | 33  |
| 4.  | Promitheas        | 19 | 12 | 7  | 1449 | 1436 | +13   | 31  |
| 5.  | Ifaistos Limnou   | 20 | 11 | 9  | 1436 | 1435 | +1    | 31  |
| 6.  | Lavrio            | 20 | 11 | 9  | 1523 | 1597 | -74   | 31  |
| 7.  | Īraklīs Salonicco | 20 | 9  | 11 | 1557 | 1550 | +7    | 29  |
| 8.  | Larisa            | 20 | 8  | 12 | 1524 | 1676 | -152  | 28  |
| 9.  | Kolossos Rodi     | 20 | 8  | 12 | 1811 | 1578 | -24   | 28  |
| 10. | Iōnikos Nikaias   | 20 | 8  | 12 | 1570 | 1709 | -139  | 28  |
| 11. | Rethymno          | 19 | 8  | 11 | 1319 | 1376 | -57   | 27  |
| 12. | Paniōnios         | 20 | 6  | 14 | 1469 | 1707 | -238  | 26  |
| 13. | Aris Salonicco    | 20 | 6  | 14 | 1548 | 1648 | -100  | 26  |
| 14. | PAOK Salonicco    | 20 | 5  | 15 | 1635 | 1695 | -60   | 25  |

## Formazione vincitrice
|    | Naz.                                           | Ruolo | Sportivo              | Anno | Alt. | Peso |  |
| -- | ---------------------------------------------- | ----- | --------------------- | ---- | ---- | ---- |  |
| 0  | Stati Uniti (bandiera)                         | A     | Deshaun Thomas        | 1991 | 201  | 100  |  |
| 5  | Stati Uniti (bandiera) · Montenegro (bandiera) | P     | Tyrese Rice           | 1987 | 185  | 86   |  |
| 6  | Grecia (bandiera)                              | C     | Giōrgos Papagiannīs   | 1997 | 216  | 109  |  |
| 8  | Canada (bandiera)                              | G     | Andy Rautins          | 1986 | 193  | 86   |  |
| 9  | Grecia (bandiera)                              | PG    | Iōannīs Athīnaiou     | 1988 | 194  | 96   |  |
| 10 | Grecia (bandiera)                              | A     | Iōannīs Papapetrou    | 1994 | 206  | 105  |  |
| 11 | Grecia (bandiera)                              | G     | Nikos Pappas          | 1990 | 195  | 98   |  |
| 14 | Grecia (bandiera)                              | AP    | Nikos Persidīs        | 1995 | 196  | 98   |  |
| 15 | Grecia (bandiera)                              | C     | Ian Vougioukas        | 1985 | 212  | 122  |  |
| 23 | Grecia (bandiera)                              | P     | Kōstas Papadakīs      | 1998 | 191  | 84   |  |
| 24 | Stati Uniti (bandiera)                         | AP    | Wesley Johnson        | 1987 | 201  | 98   |  |
| 32 | Stati Uniti (bandiera)                         | G     | Jimmer Fredette       | 1989 | 188  | 88   |  |
| 33 | Stati Uniti (bandiera) · Grecia (bandiera)     | P     | Nick Calathes         | 1989 | 198  | 97   |  |
| 35 | Stati Uniti (bandiera)                         | A     | Jacob Wiley           | 1994 | 203  | 101  |  |
| 44 | Grecia (bandiera)                              | AC    | Kōnstantinos Mītoglou | 1996 | 210  | 116  |  |
| 55 | Ghana (bandiera)                               | AG    | Ben Bentil            | 1995 | 206  | 107  |  |
|    | Stati Uniti (bandiera)                         | ALL   | Rick Pitino           |      |      |      |  |